# Hoga Football Club
El Hoga es un equipo de fútbol amateur de Somalia que juega en la Cuarta División de Somalia, la cuarta liga de fútbol en importancia en el país.

## Historia
Fue fundado en el año 1966 en la capital Mogadiscio y uno de los equipos fundadores de la Primera División de Somalia en el año 1967. Un año más tarde ganaron el título de liga, único título que tienen hasta el momento, y han estado a la sombra de los equipos importantes de la capital como Elman FC y Horseed FC, quienes suman más de 10 títulos combinados entre ellos. No juegan en la máxima categoría desde la década de los años 1980s.
A nivel internacional son el primer equipo de Somalia en disputar partidos de una competición continental (el primer equipo de Somalia en un torneo continental fue el Police en 1968, pero no jugó un solo partido), ya que jugaron en la Copa Africana de Clubes Campeones 1969, en la cual fueron eliminados en la ronda preliminar por el Burri SC de Sudán.

## Palmarés
- Primera División de Somalia: 1

1968

## Participación en competiciones de la CAF
| Temporada | Torneo                            | Ronda      | Club     | Casa | Visita | Global |
| --------- | --------------------------------- | ---------- | -------- | ---- | ------ | ------ |
| 1969      | Copa Africana de Clubes Campeones | Preliminar | Burri SC | 2-0  | 1-4    | 3-4    |